# Піднижньощелепний вузол

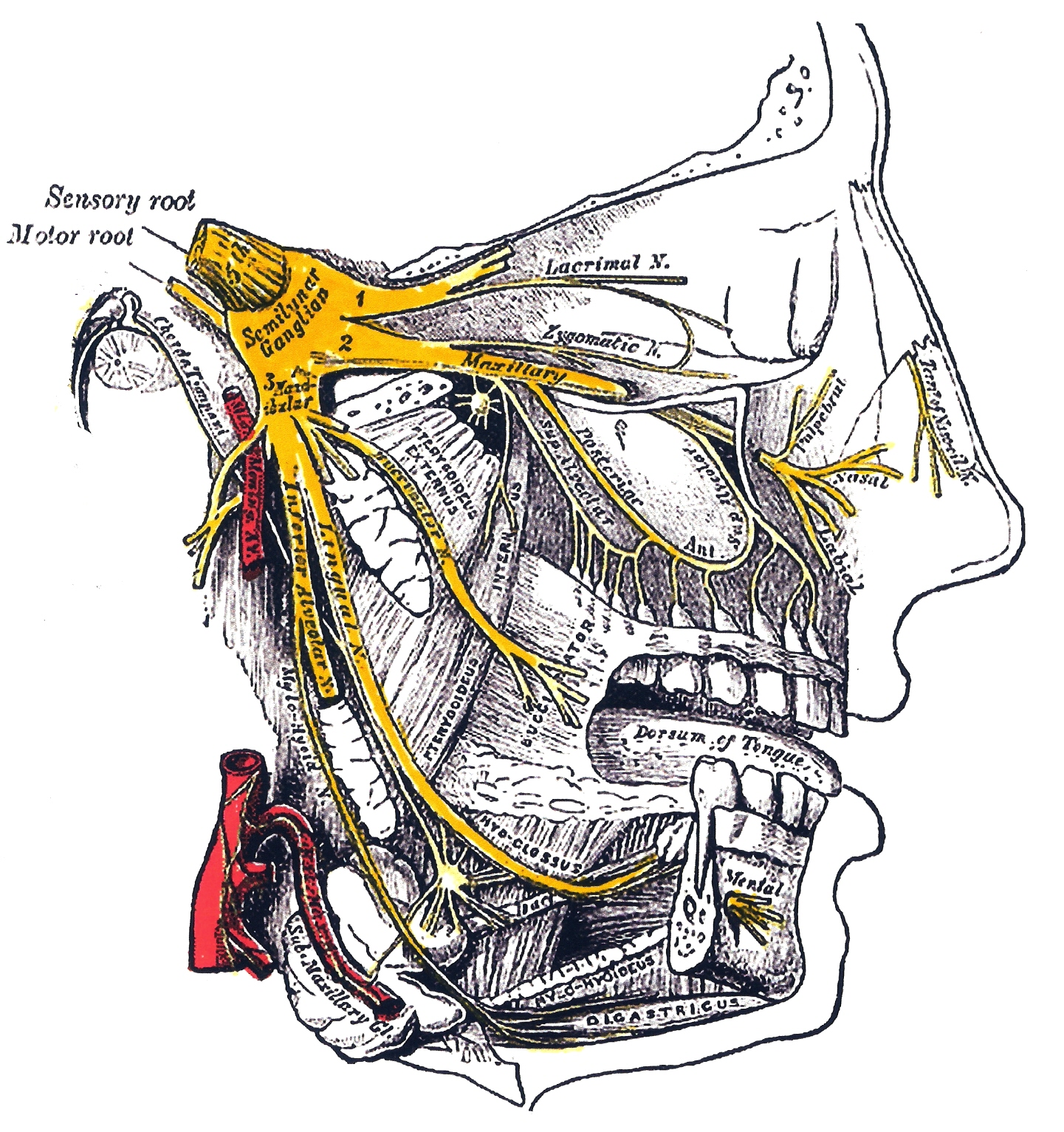
Розподіл верхньощелепного і нижньощелепного нервів, а також підщелепного ганглія. (Підщелепний ганглій видно зліва внизу, але не позначений.)Генрі Вандайк Картер і ще один автор - Генрі Грей (1918) Анатомія людського тіла (див. розділ «Книга» нижче) Bartleby.com : Анатомія Грея, Таблиця 778

Піднижньощелепний вузол (лат. ganglia submandibulare), розміром близько 3 мм, лежить на піднижньощелепній слинній залозі під лат. n.lingualis. Піднижньощелепний вузол має три корінці:
1. парасимпатичний корінець, лат. radix parasympathica (утворений барабанною струною, лат. chorda tympani);
2. симпатичний корінець, лат. radix sympathica;
3. чутливий корінець, лат. radix sensoria (утворений вузловими гілками піднижньощелепного нерва, лат. rr.ganglionares n.mandibularis). Постгангліонарні парасимпатичні волокна цього вузла забезпечують секреторну іннервацію піднижньощелепної та під'язикової слинних залоз.